# Gordonville (Alabama)
Gordonville – miasto w Stanach Zjednoczonych, w stanie Alabama, w hrabstwie Lowndes. W roku 2023 miasto zamieszkiwały 232 osoby, a gęstość zaludnienia wynosiła 15,9 osoby/km².